# Säbrå distrikt
Säbrå distrikt är ett distrikt i Härnösands kommun och Västernorrlands län. Distriktet ligger omkring Älandsbro i södra Ångermanland. 

## Tidigare administrativ tillhörighet
Distriktet inrättades 2016 och utgörs av en del av området som Härnösands stad omfattade till 1971, delen som före 1969 utgjorde Säbrå socken.
Området motsvarar den omfattning Säbrå församling hade 1999/2000.

## Tätorter och småorter
I Säbrå distrikt finns två tätorter och sex småorter.

### Tätorter
- Härnösand (del av)
- Älandsbro

### Småorter
- Byåker
- Fröland
- Norrstig och Saltvik
- Ramsås
- Själand
- Ytterfälle